# Логвиненко Аліна Вікторівна
Аліна Вікторівна Логвиненко (нар. 18 липня 1990) — українська легкоатлетка, яка спеціалізується в бігу на короткі дистанції.
На національних змаганнях представляє місто Донецьку область.
Тренується під керівництвом заслуженого тренера України Анатолія Чумака.

## Спортивні досягнення
Бронзова олімпійська призерка в естафеті 4×400 метрів (2012). Первісно, українська естафетна четвірка фінішувала четвертою, проте через дискваліфікацію команди Росії була переміщена з четвертого місця на третє. На Олімпіаді-2012 виступала також у бігу на 400 метрів, проте зупинилась на півфінальній стадії.
Учасниця Олімпіади-2016 в естафеті 4×400 метрів. Українська естафетна команда первісно посіла 5-е місце, проте її результат був пізніше анульований через дискваліфікацію партнерки Логвиненко по естафетній команді Ольги Земляк за порушення антидопінгових правил.
Чемпіонка Європи в естафеті 4×400 метрів (2012).
Срібна призерка чемпіонату Європи серед молоді в естафеті 4×400 метрів (2011).
Чемпіонка Європейських ігор у командному заліку (2019).
Багаторазова чемпіонка та призерка національних чемпіонатів просто неба та у приміщенні в спринтерських та естафетних дисциплінах.
Дворазова рекордсменка України в змішаній естафеті 4×400 метрів (2021).

## Державні нагороди
- Орден княгині Ольги III ст. (15 липня 2019) — за досягнення високих спортивних результатів на ІІ Європейських іграх 2019 в Мінську (Республіка Білорусь), виявлені самовідданість та волю до перемоги, піднесення міжнародного авторитету України[4]